# Ministrul afacerilor externe
Ministrul afacerilor externe sau ministrul exteriorului este un cabinet ministerial responsabil pentru politica și relațiile externe ale unui stat suveran.